# Nun jauchzt dem Herren, alle Welt

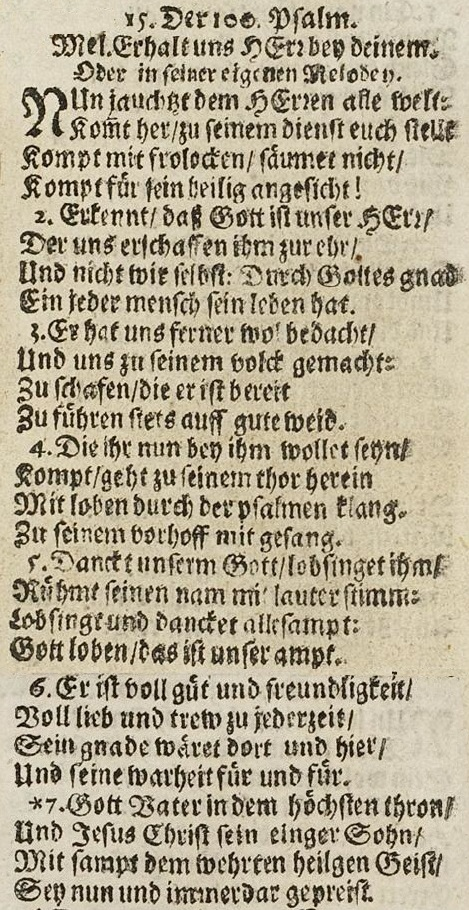
Nun jauchzt dem Herren, alle Welt im Hannoverischen Gesangbuch 1672

Nun jauchzt dem Herren, alle Welt ist ein Kirchenlied der evangelisch-lutherischen Tradition. Die Nachdichtung des 100. Psalms verfasste David Denicke 1646 nach einer Vorlage von Cornelius Becker.
Das Lied steht im Evangelischen Gesangbuch in der Rubrik Psalmen und Lobgesänge (Nr. 288), im katholischen Gotteslob mit leicht abweichendem Text in der Rubrik Gesänge zur Eröffnung (Nr. 144).

## Entstehung
Psalmlieder gehören zum ältesten Bestand des reformatorischen Gemeindegesangs. In der reformierten Tradition hatten sie ausschließliche Geltung, aber auch Martin Luther dichtete zahlreiche Psalmen nach. Cornelius Becker (1561–1604) schuf seine vollständige Versfassung der 150 Psalmen mit der ausdrücklichen Absicht, sie in den lutherischen Gemeinden heimisch zu machen.
Rezipiert wurde von Beckers Texten nur eine kleinere Anzahl und diese meist in revidierten Fassungen. Seine vierstrophige Nachdichtung von Psalm 100 findet sich in der heute bekannten sechsstrophigen Version (zuzüglich Gloria-Patri-Strophe) erstmals 1646 und dann in den weiteren Ausgaben des Hannoverischen Gesangbuchs, das von Justus Gesenius und David Denicke (1603–1680) redigiert wurde. Letzterer gilt als Verfasser von Nun jauchzt dem Herren, alle Welt.

## Rezeption
Das Lied blieb lange nur regional bekannt. In der Praxis Pietatis Melica findet es sich 1693, aber im umfangreichen Schemellischen Gesangbuch von 1736, an dem Bach mitwirkte, fehlt es. Auch das Deutsche Evangelische Kirchen-Gesangbuch von 1854 führt es nicht unter seinen 150 „Kernliedern“. Erst im Deutschen Evangelischen Gesangbuch von 1915 und danach in allen offiziellen evangelischen Gesangbüchern bis heute ist der Text enthalten. Die wechselnden Melodiezuweisungen bezeugen eine noch bis ins 20. Jahrhundert eher geringe Popularität.
Die Arbeitsgemeinschaft für ökumenisches Liedgut erarbeitete eine ökumenische Textfassung, die ins Gotteslob von 1975 und ins aktuelle Gotteslob (2013) aufgenommen wurde, jedoch nicht ins Evangelische Gesangbuch von 1993, das näher beim Originaltext blieb.

## Form und Melodien
Der Liedtext hat das metrische Schema der Ambrosianischen Hymnenstrophe, eines der häufigsten des strophischen Kirchengesangs. Vier achtsilbige jambische Zeilen reimen a–a–b–b.
Cornelius Becker wies seinem Psalm-100-Lied die Melodie Vom Himmel hoch, da komm ich her zu. Im Erstdruck der hannoverschen Fassung 1646 ist dem Text eine eigene Melodie zugeordnet, die über Daniel Rumps Ülzener Liedbüchlein von 1587 auf das mittelalterliche Puer nobis nascitur zurückgeht. Als Alternativmelodie nennt das Hannoverische Gesangbuch Erhalt uns, Herr, bei deinem Wort, in späteren Auflagen sogar als einzige Melodie. Dieselbe Melodieangabe findet sich in der Praxis Pietatis Melica. Im Deutschen Evangelischen Gesangbuch ist der Text mit der Melodie Herr Jesu Christ, dich zu uns wend abgedruckt. Otto Riethmüller verband ihn 1932 mit einer Melodie von Heinrich Schütz. Erst das Evangelische Kirchengesangbuch von 1950 bietet die 1646er Melodie, mit der das Lied heute ausschließlich gesungen wird.

## Inhalt
Der 100. Psalm hat in der Lutherbibel (2017) die Überschrift Aufruf zum Lob Gottes, in der Einheitsübersetzung (2016) die Überschrift Lobgesang der Völker beim Einzug ins Heiligtum. Der biblische Text beginnt mit der Vorbemerkung Ein Psalm zum Dankopfer. Alle diese Aspekte – Aufforderung zum Gotteslob und zum Einzug ins Heiligtum, Bekenntnis zu Gottes Schöpfung, Erwählung und Fürsorge, Dank für seine unwandelbare Treue – finden sich in den Nachdichtungen wieder.

## Psalm 100 und Liedtexte
| Lutherbibel (Revision 2017) | Cornelius Becker 1602 (Schreibung modernisiert) | David Denicke 1646 (Fassung EG 1993) |
| Jauchzet dem HERRN, alle Welt! Dienet dem HERRN mit Freuden, kommt vor sein Angesicht mit Frohlocken! Erkennet, dass der HERR Gott ist! Er hat uns gemacht und nicht wir selbst zu seinem Volk und zu Schafen seiner Weide. Gehet zu seinen Toren ein mit Danken, zu seinen Vorhöfen mit Loben; danket ihm, lobet seinen Namen! Denn der HERR ist freundlich, und seine Gnade währet ewig und seine Wahrheit für und für. | 1. Jauchzet dem Herren alle Welt, mit Freuden seinen Dienst bestellt. Kommt vor sein heiligs Angesicht mit Frohlocken und schweiget nicht. 2. Der Herr ist Gott, nehmt’s wohl in Acht; nicht wir, der Herr hat uns gemacht. Durch ihn sein Volk sind wir bereit, gemacht zu Schafen seiner Weid. 3. Zu seinen Toren gehet ein, mit Danken zu’n Vorhöfen sein. Zu seinem Lobe kommt zusamm’n, dankt und preist seinen heilig’n Nam’n. 4. Denn unser Herr ist freundlich sehr. Sein Gnad vergehet nimmermehr, seine Wahrheit bleibt für und für; drum unsern Gott stets loben wir. | 1. Nun jauchzt dem Herren, alle Welt! Kommt her, zu seinem Dienst euch stellt, kommt mit Frohlocken, säumet nicht, kommt vor sein heilig Angesicht. 2. Erkennt, dass Gott ist unser Herr, der uns erschaffen ihm zur Ehr, und nicht wir selbst: durch Gottes Gnad ein jeder Mensch sein Leben hat. 3. Er hat uns ferner wohl bedacht und uns zu seinem Volk gemacht, zu Schafen, die er ist bereit zu führen stets auf gute Weid. 4. Die ihr nun wollet bei ihm sein, kommt, geht zu seinen Toren ein mit Loben durch der Psalmen Klang, zu seinem Vorhof mit Gesang. 5. Dankt unserm Gott, lobsinget ihm, rühmt seinen Namen mit lauter Stimm; lobsingt und danket allesamt! Gott loben, das ist unser Amt. 6. Er ist voll Güt und Freundlichkeit, voll Lieb und Treu zu jeder Zeit; sein Gnad währt immer dort und hier und seine Wahrheit für und für. 7. Gott Vater in dem höchsten Thron und Jesus Christ, sein ein’ger Sohn, samt Gott, dem werten Heilgen Geist, sei nun und immerdar gepreist. |